# Madagaskarrietzanger
De madagaskarrietzanger (Acrocephalus newtoni) is een zangvogel uit de familie Acrocephalidae (rietzangers). Deze vogel is genoemd naar zijn ontdekker, de Engelse koloniaal ambtenaar en ornitholoog Edward Newton.

## Verspreiding en leefgebied
Zoals de naam aangeeft, is deze soort endemisch op het eiland Madagaskar.

## Status
De grootte van de populatie is niet gekwantificeerd maar de soort wordt omschreven als plaatselijk algemeen. Op de Rode lijst van de IUCN heeft deze soort de status niet bedreigd.